# باشگاه فوتبال لوکوموتیو لایپزیگ
لوکوموتیو لایپزیگ یک باشگاه فوتبال آلمانی مستقر در شهر لایپزیگ و ایالت زاکسن است. نام قدیمی و تاریخی آن وی اف بی لایپزیگ بوده که به عنوان اولین قهرمان لیگ ملی آلمان در سال ۱۹۰۳، برای بسیاری از هواداران فوتبال شناخته شده می‌باشد. این باشگاه سابقه نایب قهرمانی در لیگ فوتبال آلمان شرقی را دارد.

## تاریخچه
لوکوموتیو لایپزیگ مدعی جانشینی وی اف بی لایپزیگ و اسپورتبرودر لایپزیگ است که به ترتیب در سالهای ۱۸۹۶ و ۱۸۹۳ تأسیس شده‌اند. به همین دلیل یکی از قدیمی‌ترین باشگاه‌های اتحادیه فوتبال آلمان می‌باشد. با این حال، آنها با تغییر اسم روبرو شده‌اند. در سال ۲۰۱۸، لوکوموتیو ادعا کرد با وی اف بی لایپزیگ که ورشکسته شده، به منظور کسب عناوین در آینده، به‌طور رسمی ادغام شده. به دلیل وقفه‌ها و آشفتگی‌های قابل توجه در تاریخ باشگاه، به ویژه در دوران پس از جنگ جهانی دوم، این باشگاه تاریخ پیچیده‌ای دارد.

### وی اف بی لایپزیگ (۱۹۹۳–۱۸۹۳)
این باشگاه به عنوان وی اف بی لایپزیگ در تاریخ ۲۶ مه ۱۸۹۶ تأسیس و از اجماع بخش تیم فوتبال با باشگاه ژیمناستیک ۱۸۴۵ لایپزیگ تشکیل شد. با این حال، آنها در سال ۱۸۹۸ با باشگاهی بنام اسپورتبرودر لایپزیگ ادغام شده که یکی از چهار باشگاه فوتبالی بود که در سال ۱۸۹۳ در لایپزیگ تشکیل شد.
پس از ادغام با اسپورتبرودر لایپزیگ، این باشگاه تحت نام وی اف بی اسپورتبرودر ۱۸۹۳ لایپزیگ به رقابت پرداخت. وی اف بی اسپورتبرودر ۱۸۹۳ لایپزیگ یکی از ۸۶ تیم اصلی بود که در ۲۸ ژانویه سال ۱۹۰۰ در شهر جمع شد تا اتحادیه فوتبال آلمان (دی اف بی) تشکیل شود. اتحاد بین دو باشگاه تا ۲ مه ۱۹۰۰ ادامه یافت و دو طرف دوباره راه‌های جداگانه خود را طی کردند.

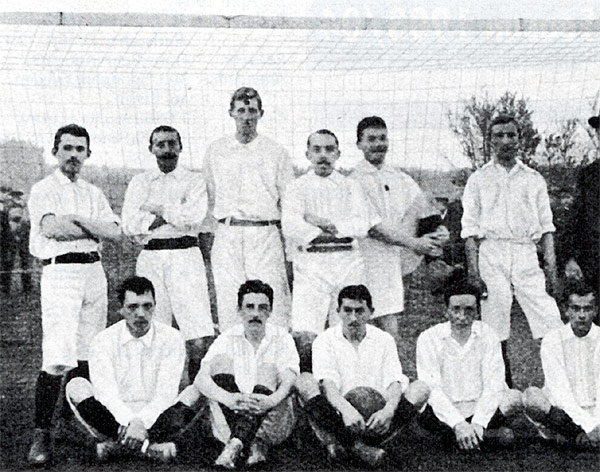
تیمی که اولین قهرمانی لیگ آلمان را در سال ۱۹۰۳ بدست آورد.

لوگوی تاریخی وی اف بی لایپزیگ، اولین قهرمان لیگ ملی آلمان

وی اف بی لایپزیگ بلافاصله موفق شد راهی اولین فینال مسابقات لیگ قهرمانی کشور آلمان (ویکتوریا) شود که در سال ۱۹۰۳ برگزار شد. رقیب آنها دی اف سی پراگ بود، یک باشگاه آلمانی و یهودی از پراگ، که در آن زمان بخشی از امپراتوری اتریش-مجارستان بود. فدراسیون آلمان به منظور افزایش تعداد شرکت کنندگان لیگ ملی جدید خود، از باشگاه‌های آلمانی کشورهای دیگر دعوت کرده بود.
دی اف سی پراگ در شرایطی که اجازه داشت از یک مسابقه پلی آف بپرهیزد، راهی فینال شد، در حالی که وی اف بی لایپزیگ بازی‌های سختی را پشت سر گذاشته بود. با ورود به هامبورگ برای مسابقه، پراگی‌ها روز قبل از مسابقه در یک میخانه مورد ضرب و شتم قرار گرفتند و بنابراین کمتر از حد تصور به ورزشگاه آمدند. مسابقه نیم ساعت به تأخیر افتاد، زیرا مسئولان برای برقراری یک فوتبال در شرایط عالی و خوب تلاش می‌کردند. میزبان، باشگاه آلتونا هامبورگ توپ جدیدی را تهیه کرده بود. در دقیقه ۱۱، دی اف سی پراگ گل اول را به ثمر رساند. در پایان نیمه اول، نتیجه ۱–۱ شد، اما وی اف بی لایپزیگ پس از آن کار را یکسره کرد تا به عنوان اولین قهرمان ویکتوریا ("ویکتوریا لیگ قهرمانی فوتبال آلمان")، نماینده برتر فوتبال آلمان، پر قدرت ظاهر شود با یک پیروزی قاطع ۷–۲.
وی اف بی لایپزیگ در لیگ قهرمانی آلمان سال ۱۹۰۴ خود را به رقابت نهایی رساند، اما این مسابقه هرگز مورد تأیید قرار نگرفت. اعتراض اف وی کارلسروهه در مورد نیمه نهایی و اختلاف نظرشان با بریتانیا برلین هرگز برطرف نشد و حریف لاپزیگ مشخص نشد. آنها تنها چند ساعت قبل از شروع، مسابقه فینال را ترک کردند. آن سال جام قهرمانی اهدا نشد. فصل بعد، وی اف بی لایپزیگ قادر به پرداخت هزینه سفر برای شرکت در مسابقه مرحله اول مرحله پلی آف نشد و بنابراین از رقابت آن سال حذف شد. با این حال، آنها در سال ۱۹۰۶ و ۱۹۱۳ دوباره ویکتوریا (لیگ قهرمانی آلمان) را بالا بردند، همچنین در فینال ۱۹۱۱ و ۱۹۱۴ بازی کردند.
در دوره منتهی به جنگ جهانی دوم، وی اف بی لایپزیگ نتوانست موفقیت اولیه خود را تکرار کند. پس از سازماندهی مجدد لیگ‌های فوتبال آلمان تحت نظام رایش سوم در سال ۱۹۳۳، این باشگاه در گالیگا ساچسن، یکی از ۱۶ بخش برتر حضور کرد. در حالی که آنها در بخش خود نتایج خوبی کسب کردند، اما نتوانستند در دور پلی آف پیش بروند. آنها سال ۱۹۳۷ در جام قهرمانی فوتبال آلمان که امروز به عنوان جام حذفی آلمان شناخته می‌شود، در یک بازی مقابل شالکه ۰۴، مغلوب میدان شدند.

### آشفتگی پس از جنگ

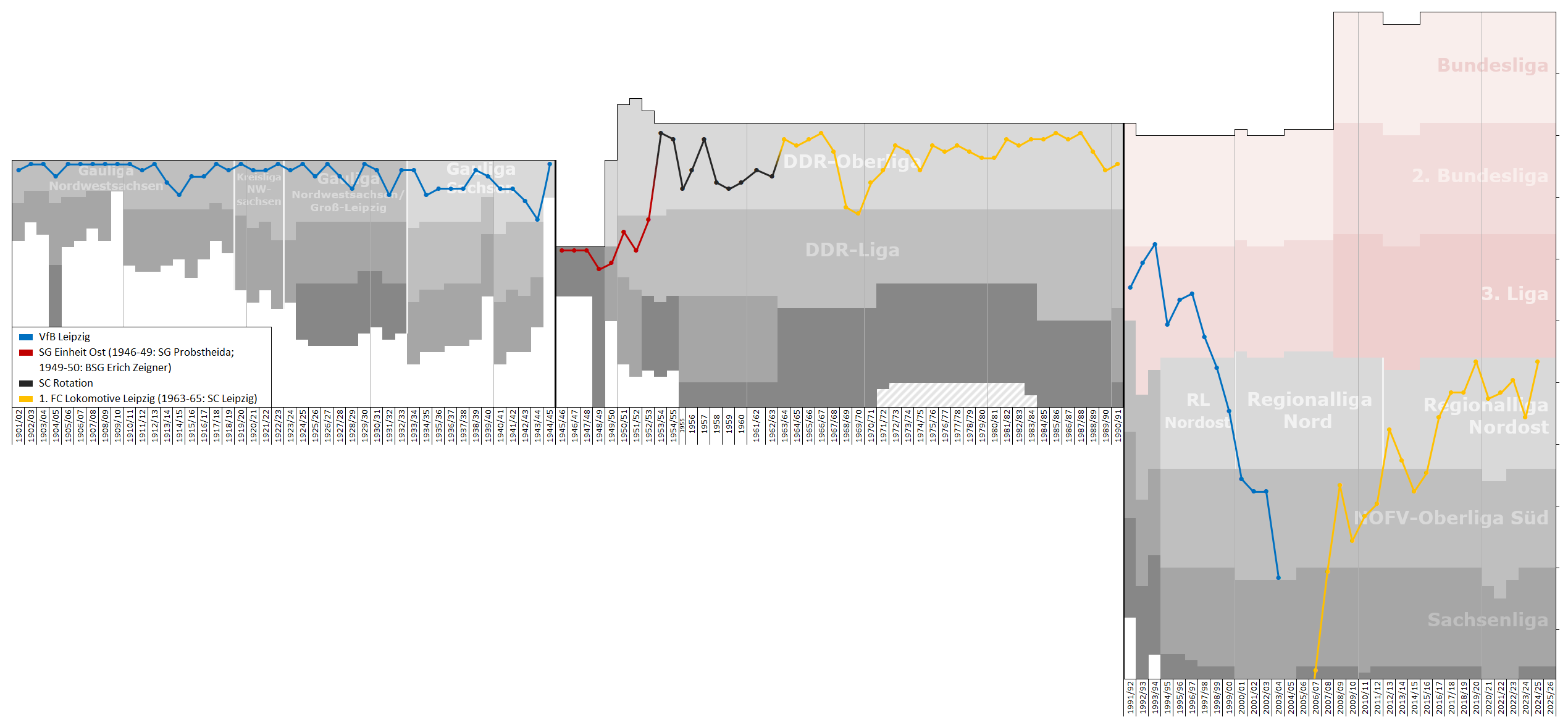
نمودار تاریخی عملکرد در لیگ لوکوموتیو لایپزیگ پس از جنگ جهانی دوم

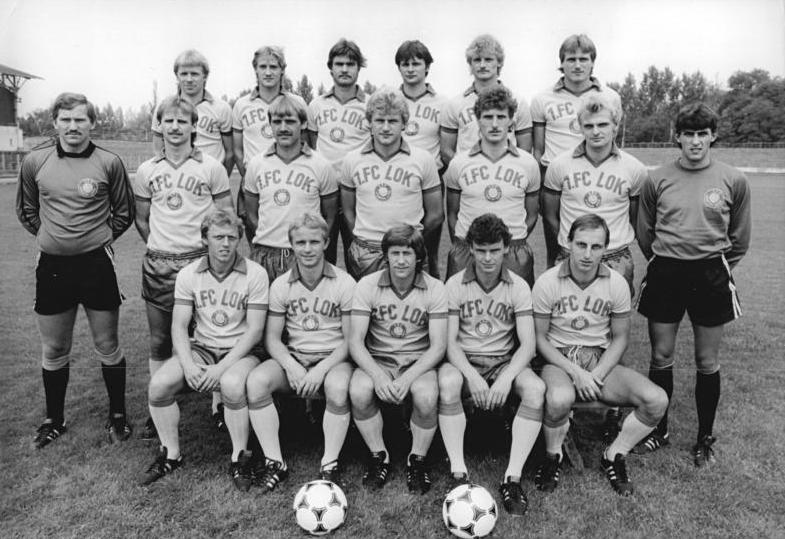
عکس باشگاه لوک لایپزیگ، ۲۳ اوت ۱۹۸۳.

## افتخارات
افتخارات باشگاه:

### ملی
- مسابقات لیگ قهرمانی آلمان
  - قهرمان (۳): ۱۹۰۳، ۱۹۰۶، ۱۹۱۳
  - دوم (۲): ۱۹۰۴ (غیررسمی)، ۱۹۱۱، ۱۹۱۴
- اوبرلیگا (لیگ فوتبال آلمان شرقی)
  - دوم (۳): ۱۹۶۷، ۱۹۸۶، ۸۸–۱۹۸۷
- اوبرلیگا دسته چهارم آلمان
  - قهرمان: ۲۰۱۶
  - فینال (۳): ۱۹۹۹ ‡، ۲۰۰۰ ‡، ۲۰۰۱
- جام حذفی آلمان شرقی
  - قهرمان (۴): ۱۹۷۶، ۱۹۸۱، ۱۹۸۶، ۱۹۸۷
  - فینال (۳): ۱۹۷۰، ۱۹۷۳، ۱۹۷۷
- جام حذفی فوتبال آلمان
  - قهرمان: ۱۹۳۶

### بین‌المللی
- جام برندگان جام اروپا
  - فینال: ۱۹۸۷
- جام اینترتوتو اروپا
  - قهرمان: ۱۹۶۶
  - فینال: ۱۹۶۵
  - گروه فینال: ۱۹۶۷
- جام یوفا
  - نیمه نهایی: ۱۹۷۴

### منطقه ای
- مسابقات قهرمانی فوتبال آلمان مرکزی
  - قهرمان (۱۱): ۱۹۰۳، ۱۹۰۴، ۱۹۰۶، ۱۹۰۷، ۱۹۱۰، ۱۹۱۱، ۱۹۱۳، ۱۹۱۸، ۱۹۲۰، ۱۹۲۵، ۱۹۲۷
  - فینال (۳): ۱۹۱۴، ۱۹۲۳، ۱۹۳۰
- گالیگا ساچسن
  - فینال: ۱۹۳۹

### تیم رزرو
- لندسلیگا ساچسن
  - قهرمان: ۱۹۹۸ ‡
- جام ساکسونی
  - قهرمان: ۱۹۹۶ ‡
  - فینال: ۲۰۱۷
- ‡ بیانگر برنده شده توسط تیم ذخیره است.